# Bains de Cefalà
Les bains romains de Cefalà sont un complexe thermal situé à Cefalà Diana, en Sicile (Italie).
Situés sur une route importante reliant Palerme à Agrigente, les bains sont alimentés par une source chaude naturelle (entre 35,8 °C et 38 °C). 
Ils sont fouillés dans les années 1990 et 2000 par l’École française de Rome et la Surintendance de Palerme permettant de dater l'exploitation initiale du Xe siècle, sous l'émirat de Sicile des Kalbites. Ils ont ensuite été aménagé sous les Normands au milieu du XIIe siècle, puis constamment utilisés et transformés jusqu’au XXe siècle. 
L'édifice thermal est construit sur un plan quadrangulaire de 16 mètres sur 10, avec deux entrées, la principale au Nord, une secondaire à l'Ouest. 